# Donar (basket-ball)
Le Donar est un club néerlandais de basket-ball basé dans la ville de Groningue. Le club appartient à la première division du championnat néerlandais.

## Histoire

### Évolution du nom
- 1951-1973 : GSSV Donar
- 1973-1983 : Nationale-Nederlanden Donar
- 1983-1986 : GBV Donar
- 1986-1989 : Ahrend Donar
- 1989-1993 : VGNN Donar
- 1993-1995 : RZG Donar
- 1995-1996 : Celeritas/Donar
- 1996-1999 : RZG Donar
- 1999-2003 : MPC Donar
- 2003-2006 : MPC Capitals
- 2006-2009 : Hanzevast Capitals
- 2009-2014: GasTerra Flames
- Depuis 2014: Donar

## Palmarès
Aux Pays-Bas
- Champion des Pays-Bas : 1982, 2004, 2010, 2014, 2016, 2017, 2018
- Premier de la saison régulière : 2005, 2011, 2014, 2017, 2018
- Coupe des Pays-Bas : 2005, 2011, 2014, 2015, 2017, 2018
- Super Coupe des Pays-Bas : 2014, 2016

Participations aux Coupes d'Europe
- 1974-1975 : Coupe Korać
- 1981-1982 : Coupe Korać
- 1982-1983 : European Champions Cup
- 1990-1991 : Coupe Korać
- 1999-2000 : Coupe Korać
- 2004-2005 : ULEB Cup
- 2005-2006 : EuroCup Challenge
- 2007-2008 : ULEB Cup
- 2010-2011 : Euroleague, ULEB Cup
- 2011-2012 : EuroCup
- 2013-2014 : EuroChallenge
- 2015-2016 : FIBA Europe Cup
- 2016-2017 : Champions League, FIBA Europe Cup
- 2017-2018 : Champions League, FIBA Europe Cup

## Personnalités du club

### Entraîneurs successifs
- 2009 - 2011 :  Marco van den Berg
- 2011 - 2013 :  Hakim Salem
- 2013 -  :  Ivica Skelin
- 2015-2020 :  Erik Braal